# ابوالحسن بونی
ابوالحسن، علی بن عبدالله انصاری بونی فقیه و قاضی الجزایری در سدهٔ هفتم هجری/سیزدهم میلادی بود. از اهالی عنابه بود که قضاوت بجایه را بر عهده داشت. به درایت، امانت، حفظ و صیات شهرت داشته‌است.